# Підгруповий аналіз
Підгруповий аналіз означає повторення аналізу дослідження в підгрупах суб'єктів, визначених певною змінною (наприклад, статус куріння, що визначає дві підгрупи: курців та некурців). 

## Мета
Метою аналізу підгрупи зазвичай є оцінка того, чи змінюється зв'язок між двома змінними залежно від третьої. 
Наприклад, дослідники, що перевіряють вплив втручання (змінна 1) на профілактику інфаркту (змінна 2), можуть зацікавитись, чи змінюється ефект залежно від наявності діабету (змінна 3). Тому вони можуть провести окремий аналіз для пацієнтів з діабетом і без нього, а потім порівняти результати. Якщо результати різняться, виникає ефект підгрупи.

## Термінологія
Термінологія суперечлива. Альтернативні назви підгрупових перемінних: модифікатори ефектів, фактори прогнозування або модератори. Альтернативні назви ефектів підгруп: модифікація ефекту, взаємодія. Деякі автори розрізняють модифікацію ефекту та взаємодію та виділяють різні типи взаємодії. Більш неспецифічний термін - неоднорідність (гетерогенність) ефектів лікування.